# Neoregelia schubertii
Neoregelia schubertii är en gräsväxtart som beskrevs av Jürgen Roeth. Neoregelia schubertii ingår i släktet Neoregelia och familjen Bromeliaceae. Inga underarter finns listade i Catalogue of Life.